# Culori în Bărăgan
Culori în Bărăgan este un film românesc din 1982 regizat de Virgil Calotescu, Erich Nussbaum.